# Sweet Devil
Pour plus de détails, voir Fiche technique et Distribution.
Sweet Devil est un film britannique réalisé par René Guissart et sorti en 1938.

## Fiche technique
- Réalisation : René Guissart
- Scénario : 	Geoffrey Kerr, Ralph Spence d'après la pièce Quelle drôle de gosse! d'Yves Mirande[1]
- Photographie : Bernard Browne
- Musique : Van Phillips
- Montage : Charles Saunders
- Durée : 71 minutes
- Date de sortie : janvier 1938

## Distribution
- Bobby Howes : Tony Brent
- Jean Gillie : Jill Turner
- William Kendall : Edward Bane
- Syd Walker : Belton
- Ellis Jeffreys : Lady Tonbridge
- Glen Alyn : Sylvia Tonbridge
- Anthony Ireland : Senor Florez
- Hazel Terry : Rose
- Sylvia Leslie  : Frances
- Syd Crossley : Police Constable